# Chloroxylénol
Le chloroxylénol ou 4-chloro-3,5-diméthylphénol est un composé chimique antimicrobien utilisé pour lutter contre les bactéries, algues et moisissures dans les colles, émulsions et peintures et pour nettoyer des réservoirs. Il est aussi régulièrement utilisé dans des solutions antibactériennes comme le Dettol ou des pommades comme la vaseline. Des études ont montré une légère activité antimicrobienne qui peut être améliorée par l'ajout d'additifs. Son action antibactérienne est due à sa capacité à rompre les membranes plasmiques.

## Utilité
Il fait partie de la liste des médicaments essentiels de l'Organisation mondiale de la santé (liste mise à jour en avril 2013).

## Toxicité
Le chloroxylénol est modérément à peu toxique pour l'être humain ou les autres mammifères selon l'Environmental Protection Agency qui le classe toutefois en catégorie I de toxicité pour les yeux (le plus haut niveau de toxicité) car il cause de sévères irritations des yeux.
Le chloroxylénol est toxique pour l'homme par ingestion. De sérieuses complications respiratoires ont été rapportées dans 7 à 8 % des cas d'ingestion de Dettol (dont le composé actif est le chloroxylénol) entrainant parfois la mort,,.
Par ailleurs le chloroxylénol est :
- pratiquement non toxique pour les oiseaux,
- modérément toxique pour les invertébrés d'eau douce,
- et hautement toxique pour les poissons et les chats[5].

## Sources
- (en) Cet article est partiellement ou en totalité issu de l’article de Wikipédia en anglais intitulé « Chloroxylenol » (voir la liste des auteurs).